# Masato Sakai (nuotatore)
Masato Sakai (坂井 聖人?, Sakai Masato; Yanagawa, 6 giugno 1995) è un nuotatore giapponese.

## Palmarès
- Olimpiadi

Rio de Janeiro 2016: argento nei 200m farfalla.
- Campionati asiatici

Dubai 2012: argento nei 200m farfalla.
Tokyo 2016: oro nei 200m farfalla e argento nei 100m farfalla.
- Mondiali giovanili

Dubai 2013: argento nei 200m farfalla.